# Immetalia brevimacula
Immetalia brevimacula är en fjärilsart som beskrevs av Jordan 1912. Immetalia brevimacula ingår i släktet Immetalia och familjen nattflyn. Inga underarter finns listade i Catalogue of Life.